# アウトバーン 46
アウトバーン 46（ドイツ語: Bundesautobahn 46, BAB 46 または A 46）はドイツの高速道路、アウトバーンの一路線である。
西のノルトライン＝ヴェストファーレン州ハインスベルクから東のベストヴィヒまで143.5 kmの路線を持つ地方道路である。2018年現在、複数の区間に分断されている。残る区間は一部が建設中で、一部が計画調整中である。最終的な長さは157 kmと計画されている。